# Velarifictorus fistulator
Velarifictorus fistulator är en insektsart som först beskrevs av Henri Saussure 1877.  Velarifictorus fistulator ingår i släktet Velarifictorus och familjen syrsor. Inga underarter finns listade i Catalogue of Life.